# Pertti Paasio
Pertti Kullervo Paasio, né le 2 avril 1939 à Helsinki et mort le 4 avril 2020 à Turku, est un homme politique finlandais, membre du Parti social-démocrate.

## Biographie
Pertti Paasio est le fils de Rafael Paasio, qui fut notamment Premier ministre de la Finlande et chef du Parti social-démocrate.
Pertti Paasio sort diplôme de l'université de Turku en 1968. Il est élu au conseil municipal de Turku en 1965. Il entre au Parlement en 1975, mais perd son siège lors des élections législatives de 1979. En 1982, il redevient député en remplacement de Jacob Söderman et conserve son siège jusqu'en novembre 1996, lorsqu'il est élu au Parlement européen. Il y siège jusqu'en 1999.
Suivant les traces de son père, il succède à Kalevi Sorsa à la tête du Parti social-démocrate en 1987, puis comme ministre des Affaires étrangères et suppléant du Premier ministre à partir du 1er février 1989 dans le gouvernement Holkeri. À la suite de la défaite de son parti aux élections législatives de 1991, Pertti Paasio abandonne la direction du parti social-démocrate.
Sa fille, Heli Paasio est membre du Parlement depuis 1999.
En 2004, il est nommé ministre à titre honorifique.
Il meurt le 4 avril 2020, à l'âge de 81 ans.

## Source
- (en) Cet article est partiellement ou en totalité issu de l’article de Wikipédia en anglais intitulé « Pertti Paasio » (voir la liste des auteurs).